# Koen Sleeckx
Pour les articles homonymes, voir Sleeckx.
Koen Sleeckx, né le 20 mars 1975 , est un judoka belge qui s'aligna d'abord dans la catégorie des poids mi-légers jusqu'à la catégorie des poids mi-moyens.

## Palmarès
Koen Sleeckx a fait plusieurs podiums dans des tournois internationaux.
 
Il a été cinq fois champion de Belgique sénior :
| Chpt de Belgique sénior | Chpt de Belgique sénior | 1996 | 1997 | 1998 | 1999 | 2000 | 2001 | 2002 | 2003 | 2004 | 2005 | 2006 | 2007 | 2008 | 2009 | 2010 |
| ----------------------- | ----------------------- | ---- | ---- | ---- | ---- | ---- | ---- | ---- | ---- | ---- | ---- | ---- | ---- | ---- | ---- | ---- |
| mi-légers               | -65 kg                  | 2e   | -    |      |      |      |      |      |      |      |      |      |      |      |      |      |
| poids légers            | -73 kg                  |      |      | -    | 1er  | 1er  | 1er  | 1er  | 1er  | -    | -    | -    | 2e   | -    |      |      |
| mi-moyens               | -81 kg                  |      |      |      |      |      |      |      |      |      |      |      |      |      | -    | 3e   |